# جسر الزبير الجديد
جسر الزبير الجديد هو جسر رئيسي فوق شط البصرة في محافظة البصرة، في جنوب العراق، طوله 224 متراً وعرضه 15 متراً، يربط الجسرُ جنوبَ غرب مدينةَ البصرة قرب ملعب البصرة الدولي بشمال شرق مدينة الزبير، أُسّسَ الجسر سنة 1973م، ودمّرت الجسرَ قواتُ التحالف الدولي أثناء معركة أم المعارك سنة 1991، ثم أُعيدَ إعماره بأيدي الشركة الهندسية العامة العراقية وحينئذٍ جعلت للجسر فتحة ملاحية دوّارة وافتتح يوم 26 آب سنة 1992، ثم وُضعَ في  3 آب 2017 حجر الأساس لتجديد آخر، وبدأ تنفيذ تجديد الجسر في 5 آب سنة 2018، وافتتح التجديد يوم  7 حزيران سنة 2023، ونفذ التجديد شركةُ آشور العامة، وتكلفتة 13 ملياراً و 400 مليون دينار عراقي، تعادل 10 ملايين دولار، أنفقتها شركاتُ النفط العراقية، عدد فضاءات الجسر الثابتة خمسة وفضاءاته المتحركة للمرور الملاحي اثنان، يحتوي على فضاء ملاحي متحرك، وللجسر كيلومتر واحد من المقتربات، مشتمل على بوابة ملاحية تنفتح من الجسر حين مرور السفن والزوارق.